# 酒ソムリエ協会
酒ソムリエ協会（SSA）は、世界各地で日本酒の講義や資格認定講座を行い日本酒の発展に寄与するために活動する人々のグローバルパートナーシップである。2000年、ワインソムリエであるXavier Chapelouと日本酒専門家の太田久美子によってロンドンで創設された。イギリスで初めて日本酒教育活動を始めた団体であり、現在は世界各地で展開されている。

## 活動目的
酒ソムリエ協会は、世界各国の日本酒に関心を持つ生徒を対象に文化的歴史などの日本酒教育を実施することで、日本だけでなく世界中に日本酒の認知度を拡げること、また同時に世界各国での日本酒の需要、消費量の促進に寄与するための啓蒙活動を主な目的とする団体である。

## 教育活動
酒ソムリエ協会は現在ロンドン本部を拠点に、The Sake Sommelier Academy及び各国フランチャイズと共に日本酒の専門知識講習を開催し、試験合格者に対して酒ソムリエの認定資格を授与する。この講習はアメリカ、イタリア、オーストリア、シンガポール、香港、ドイツ、フランス、スペイン、中国、ノルウェー、マレーシアと世界中で開催されている。

## 品評会
2012年に始まったロンドン酒チャレンジ（LSC）は酒ソムリエ協会によって毎年行われる日本酒の品評会であり、他の品評会とは違ったユニークな内容になっている。日本中の酒蔵から出品された日本酒が、日本人専門家だけでなく世界中から集められた酒ソムリエによって評価され、味、品質、ラベルや梱包仕様といった項目までがその評価対象になる。第一回はロンドンオリンピック期間中である2012年8月、ロンドン市内の高級百貨店Harrodsで開催され、今では年ごとに世界の各地で行われている。この品評会は主に傑出して高品質な日本酒を表彰し、さらにはまだ知られていない「アジア料理以外で日本酒と相性が良い料理」を推奨することで日本酒の消費及び認知度を世界的にアピールすることを目的とする。

## コンテスト
酒ソムリエ・オブ・ザ・イヤーは酒ソムリエ協会によって毎年ロンドンで開催され、日本国外で行われる酒ソムリエのコンテストとしては世界初である。このコンテストでは最も優れた酒ソムリエが選出され、それは同時に、その酒ソムリエ及び所属する団体の価値評価の向上に期待できるものになる。2013年の第一回目はヨーロッパやアジア、中東から50人を超える酒ソムリエが集まり、2015年には日本酒文化発展への献身を称えさらなる貢献を促すために「ヤング・酒アンバサダー」と「酒アンバサダー」の二賞が新たに追加された。